# IC 909
IC 909 је спирална галаксија у сазвјежђу Волар која се налази на листи објеката дубоког неба у Индекс каталогу.
Деклинација објекта је + 24° 28' 23" а ректасцензија 13h 40m 51,2s. Привидна величина (магнитуда) објекта IC 909 износи 14,1 а фотографска магнитуда 15,0. IC 909 је још познат и под ознакама UGC 8661, MCG 4-32-23, CGCG 131-22, PGC 48446, KUG 1338+247, PGC 48408.